# Абдул Хамид II
Абдул Хамид II (на османски турски: عبد الحميد الثاني) е 34-тият султан на Османската империя от 31 август 1876 до 27 април 1909 г. и последният султан, упражнявал ефективен контрол върху разпадащата се държава. Периодът, през който той царува в Османската империя, е известен като Хамидийската ера. Той наблюдава период на упадък с бунтове (особено на Балканите) и ръководи неуспешна война с Руската империя (1877 –1878), последвана от успешна война срещу Кралство Гърция през 1897 г.
В съответствие със споразумение, сключено с републиканските млади османци, той обнародва първата конституция на Османската империя, която е знак за прогресивно мислене, което бележи ранното му управление. Въпреки това през 1878 г., позовавайки се на разногласия с османския парламент, той суспендира както краткотрайната конституция, така и парламента. Модернизацията на Османската империя продължава по време на неговото управление, включително реформа на бюрокрацията, разширяване на Румелийската железница и на Анадолската железница, както и изграждането на Багдадската железница и на Хиджазката железница. Освен това са създадени системи за регистрация на населението и контрол върху печата, заедно с първото местно модерно юридическо училище през 1898 г. Най-мащабните от реформите се случват в образованието – много професионални училища са създадени в области като право, изкуства, занаяти, строително инженерство, ветеринарна медицина, митници, земеделие и лингвистика. Въпреки че Абдул Хамид II затваря Истанбулския университет през 1881 г., той е отварен отново през 1900 г. и мрежата от средни, начални и военни училища е разширена в цялата империя. Германските фирми изиграват основна роля в развитието на железопътните и телеграфните системи на империята. Тази модернизация струва на империята икономическия суверенитет, тъй като финансите ѝ са под контрола на Великите сили чрез Османската администрация за публичен дълг.
По време на управлението на Абдул Хамид, Османската империя става известна с кланетата на арменци и асирийци в периода 1894 – 1896 г. 
По време на управлението на Абдул Хамид са извършени множество опити за покушения, един от най-известните е опитът за убийство в джамията Йълдъз от 1905 г. от Арменската революционна федерация. Големи части от османската интелигенция също го критикуват остро и му се противопоставят поради използването на тайна полиция за заглушаване на несъгласието и младотурското движение. През 1908 г. тайна революционна младотурска организация, известна като Комитет за единство и напредък, принуждава Абдул Хамид II да възстанови парламента и конституцията, тези събития са наречени Младотурска революция. Абдул Хамид се опитва да утвърди отново своя абсолютизъм година по-късно, което довежда до свалянето му от юнионистките сили в събитие, известно като Инцидентът от 31 март 1909 г.

## Ранни години
Абдул Хамид II е роден на 21 септември 1842 г. в двореца Чираган, в Ортакьой или в Топкапъ – всички в Истанбул. Той е син на султан Абдул Меджид и Тиримюжгян Кадън (Черкесия, 20 август 1819 г. – Константинопол, дворец Ферие, 2 ноември 1853 г., първоначално носи името Вирджиния. След смъртта на майка си, той по-късно е осиновен от законната съпруга на баща си – Перестю Кадън. Перестю също е осиновителка на полусестрата на Абдул Хамид – Джемиле Султан, чиято майка Дюздидил Кадън умира през 1845 г., оставяйки я сираче на двегодишна възраст. Двамата са отгледани в едно домакинство, където прекарват детството си заедно.
За разлика от много други османски султани, Абдул Хамид II посещава далечни страни. Девет години преди да заеме трона, той придружава чичо си султан Абдул Aзиз при посещението му в Париж (30 юни – 10 юли 1867 г.), Лондон (12 – 23 юли 1867 г.), Виена (28 – 30 юли 1867 г.) и столиците или градовете на редица други европейски страни през лятото на 1867 г. Те заминават от Константинопол на 21 юни 1867 г. и се завръщат на 7 август 1867 г.

## Управление
Абдул Хамид II става султан на 31 август 1876 г., след детронирането на брат му Мурад V.
При управлението на Абдул Хамид II влиза в сила първата Османска конституция – на 23 декември 1876 г. Създава се и първият османски парламент. Първоначално велик везир е Мехмед Рушди паша, след това на поста е назначен Мидхат паша.
След неуспеха на Цариградската конференция Османската империя претърпява поражение в Руско-турската война от 1877 – 1878 г., при което империята губи България с подписването на Санстефанския мирен договор (3 март 1878 г.).
В началото на 1878 г. Конституцията е суспендирана и парламентът е разпуснат. Установява се деспотичен режим, който продължава до 1908 година. Поради жестокостта, с която са потушени бунтовете по време на неговото управление, включително Илинденско-Преображенското въстание (1903 г.), Абдул Хамид II става известен на Запад като „Кървавия султан“ или още „Червения султан“. През 1905 г. арменски революционери извършват неуспешен атентат срещу султана.
След Младотурската революция от 1908 г., Конституцията е възстановена и парламентът възобновява заседанията си. Абдул Хамид II прави опит да организира контрареволюция, но е детрониран на 27 април 1909 г. и е заточен във Вила Алатини в Солун. През 1912 г., по време на Балканската война, е върнат в двореца Бейлербей в Истанбул. До него в часа на смъртта му е само сестра му Салиха. Умира на 10 февруари 1918 г.
Султан Абдул Хамид II е сдържан и работоспособен човек. Желаел е да се задълбочава в работата си до най-малките подробности. Заради деспотичния си режим, наречен „Зулумът“, получава прозвището „Канлъ“ – Кървавия. Много източници служат като доказателство, че режимът му е бил клеветен и определян като жесток с цел отслабване на властта му. Предпочитал да живее в двореца Йълдъз, отколкото в главната резиденция Долмабахче. През 1968 година в серия статии на истанбулския вестник „Бугюн“ журналистът Фазъл Късакюрек публикува спомените на султана и на най-близките му сътрудници, в които има цял раздел, озаглавен „Подготовка за въстание на Българите от Македония“, където се признава, че българите са етническото мнозинство в областта и заради това Османската власт е решила да насочи против тях местните гърци, взимайки ги под свое покровителство. А бившият главен секретар на султана Тахсин Паша разказва как султанът го е попитал за броя на българите в Скопие, искайки да узнае гъстотата на българите в областта, и на другия ден скопският валия съобщава, че в града има повече от три хиляди българи, изчислявайки само броя на пълнолетните мъже.

## Галерия
- Абдул Хамид II
- Абдул Хамид II, изобразен като „Червения султан“ поради арменските кланета в Османската империя по време на неговото управление (корица на списание Le Rire, 29 май 1897)